# Tadayuki Okada

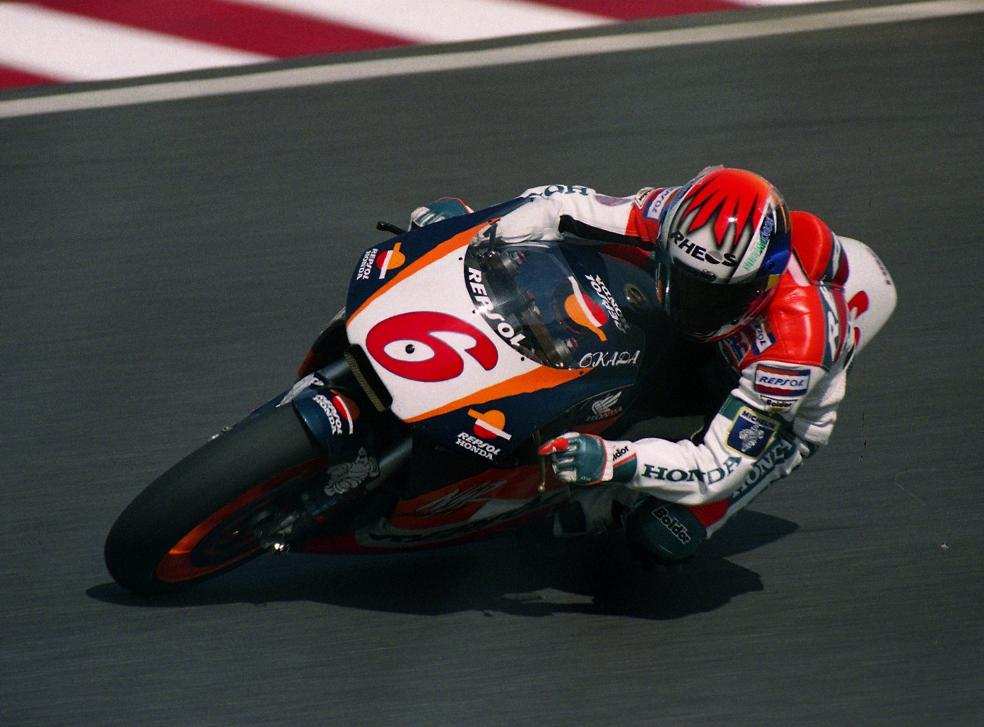
Okada auf Honda beim Grand Prix von Japan 1996

Tadayuki Okada (jap. 岡田 忠之, Okada Tadayuki; * 13. Februar 1967 in Jōsō, Präfektur Ibaraki, Japan) ist ein japanischer Motorradrennfahrer.
Okada, Spitzname "Taddy" war langjähriger Honda-Werksfahrer und wurde in seiner Karriere zweimal Vizeweltmeister in der Motorrad-Weltmeisterschaft.

## Karriere
Tadayuki Okada wurde von 1989 bis 1991 auf Honda japanischer 250-cm³-Meister. Zwischen 1989 und 1992 nahm er in dieser Klasse, jeweils als Wildcard-Pilot, auch an seinem Heim-Grand-Prix im Rahmen der Motorrad-Weltmeisterschaft teil und erreichte dabei 1992 den zweiten Platz hinter Luca Cadalora.

### 250-cm³-Weltmeisterschaft
Zur Saison 1993 wurde Tadayuki Okada offizieller Honda-Werksfahrer in der 250er-Weltmeisterschaft. Er kam in seinem ersten vollen WM-Jahr regelmäßig in die Punkteränge, erreichte zwei zweite Plätze und wurde mit 120 Zählern WM-Achter. 1994 kämpfte Tadayuki Okada mit dem Italiener Max Biaggi lange um die WM-Krone, musste sich aber schließlich mit 20 Punkten Rückstand mit dem Vizeweltmeistertitel begnügen. Bei seinem Heimrennen in Suzuka gelang ihm sein erster Grand-Prix-Sieg, beim Großen Preis von Argentinien folgte später Sieg Nummer zwei. In der Saison 1995 gelang Okada kein Sieg, in der WM-Gesamtwertung belegte er Rang vier. Beim 8-Stunden-Rennen von Suzuka konnte er in diesem Jahr zusammen mit dem Neuseeländer Aaron Slight seinen ersten Sieg feiern.

### 500-cm³-Weltmeisterschaft
Zur Saison 1996 wechselte Tadayuki Okada in die 500-cm³-Klasse, wo er als Honda-Werksfahrer die V2-NSR500V mitentwickelte und den siebenten WM-Rang belegte. 1997 startete Okada auf einer Vierzylinder-Honda im Werksteam. Er gewann beim Großen Preis von Indonesien in Sentul seinen ersten 500-cm³-WM-Lauf und wurde hinter seinem australischen Teamkollegen Mick Doohan, der zwölf der 15 Rennen gewann, Vizeweltmeister. 1998 musste Tadayuki Okada wegen einer Verletzung am Handgelenk vier Rennen auslassen und erreichte so nur den achten WM-Rang.
In der Saison 1999 zeigte Tadayuki Okada wieder stärkere Leistungen und gewann die Grands Prix in den Niederlanden, Tschechien und Australien. Mit 211 Punkten musste er sich in der Gesamtwertung nur seinem spanischen Teamkollegen Àlex Crivillé und dem US-amerikanischen Suzuki-Piloten Kenny Roberts jr. geschlagen geben. Bei den 8 Stunden von Suzuka feierte er, diesmal zusammen mit Alex Barros aus Brasilien, seinen zweiten Sieg.
Nach einer enttäuschend verlaufenen Saison 2000, in der dem Japaner kein einziger Podestplatz mehr gelang, entschied sich Tadayuki Okada für einen Wechsel in die Superbike-Weltmeisterschaft.

### Superbike-Weltmeisterschaft
In der Saison 2001 startete Tadayuki Okada für Castrol Honda in der Superbike-WM. Sein Teamkollege war der US-amerikanische Weltmeister von 2000, Colin Edwards. Okada erreichte drei Podestplätze und den achten Gesamtrang.

### Testfahrer
Nach der Saison 2001 beendete Tadayuki Okada seine WM-Karriere und arbeitete als Test- und Entwicklungsfahrer für Honda, wo er maßgeblich an der Entwicklung der MotoGP-Maschinen RC211V und RC212V beteiligt war. In der Saison 2008 kehrte Okada als Wildcard-Pilot beim Großen Preis von Italien in Mugello noch einmal in die Königsklasse des Motorrad-Rennsports zurück und erprobte im Rahmen des Grand Prix eine neue Version der RC212V, deren Motor mit pneumatischer Ventilsteuerung ausgerüstet war. Dabei erreichte er den 14. Platz.

## Erfolge
- 1989 – Japanischer 250-cm³-Meister auf Honda
- 1990 – Japanischer 250-cm³-Meister auf Honda
- 1991 – Japanischer 250-cm³-Meister auf Honda
- 1994 – 250-cm³-Vizeweltmeister auf Honda
- 1995 – Sieger beim 8-Stunden-Rennen von Suzuka auf Honda
- 1997 – 500-cm³-Vizeweltmeister auf Honda
- 1999 – Sieger beim 8-Stunden-Rennen von Suzuka auf Honda
- 2012 – Sieger beim 8-Stunden-Rennen von Suzuka auf Honda
- 6 Grand-Prix-Siege